# ¡Boom! (Espanya)
¡Boom! és l'adaptació espanyola del concurs israelià homònim emès al Canal 2, produït a Espanya per Gestmusic (del grup Endemol Shine Iberia). El programa, presentat per Juanra Bonet, s'emet de dilluns a divendres de 19:05 hores a 20:00h a Antena 3 (excepte a vegades en què s'emeten altres esdeveniments, o en dies festius). Es va estrenar el 9 de setembre de 2014.
El 8 de juny de 2016 va entregar el major premi de la història de la televisió espanyola, amb un total de 2.326.500 €, a més de superar amb 2.300.000 espectadors, per primera vegada, el seu principal competidor, Pasapalabra.
Per la seva banda, 'Los Lobos': Valentín Ferrero, Manu Zapata, Erundino Alonso i José Pinto (aquest últim substituït per Alberto Sanfrutos des del 19 de desembre de 2018), tenen el Premi Guinness als participants que més temps han concursat de forma ininterrompuda en un programa de televisió, amb un total de 505 programes.
El 8 de juliol de 2019, 'Los Lobos', després de més de dos anys de concurs (van començar el 16 de maig de 2017), es van emportar un pot de 4.130.000 €, acumulant un total de 6.689.700 € sumant l'obtingut amb anterioritat. És el major premi mai donat en un concurs de televisió a tot el món.

## Rècords

### Permanència
| Equip         | Permanència (programes) |
| ------------- | ----------------------- |
| Los Lobos     | 505**                   |
| Los Dispersos | 324                     |
| Extremis      | 116*                    |
| Uep!!         | 102                     |
| RockCampers   | 67                      |
| Beatleillas   | 41                      |

(*) Abandonament voluntari.
(**) Abandonament de José Pinto (†) a partir del 19 de desembre de 2018 (373 programes). Substituït per Alberto Sanfrutos.

### Total recaptat
| Equip         | Total (pot inclòs**)      |
| ------------- | ------------------------- |
| Los Lobos     | 6.689.700 €               |
| RockCampers   | 2.326.500 €               |
| Los Dispersos | 1.546.400 € (+ 84.150 €*) |
| Extremis      | 631.500 €                 |
| Uep!!         | 520.200 €                 |
| Beatleillas   | 217.500 €                 |

(**) També inclouen els especials "Els més longeus de l'any 2015", "Duel de Titans" i "30 Aniversari d'Antena 3 (Los Lobos vs. Los Dispersos)".
(*) Diners acumulats en els especials "Dispersos vs Dispersos", quan l'equip es va dividir en "Los Dis" i "Persos" a causa de la Pandèmia per coronavirus de 2019-2020 i en els "Especial Milionaris", entre "Los Dispersos" i "Caligaris".

### Total en totes les fases (sense pot)
| Equip         | Total en un dia |
| ------------- | --------------- |
| Extremis      | 7.400 €         |
| RockCampers   | 7.000 €         |
| Beatleillas   | 6.900 €         |
| Boda Boom     | 6.800 €         |
| Uep!!         | 6.600 €         |
| Los Lobos     | 6.600 €         |
| Los Dispersos | 6.200 €         |

### Plens
| Equip         | Nombre de plens a 1ª fase |
| ------------- | ------------------------- |
| Los Lobos     | 192                       |
| Los Dispersos | 110                       |
| Extremis      | 52                        |
| RockCampers   | 38                        |
| Uep!!         | 34                        |
| Beatleillas   | 14                        |

### Perfectes a la Bomba qualificatòria
| Equip         | Nombre de perfectes a la fase 2 |
| ------------- | ------------------------------- |
| Los Lobos     | 26                              |
| Los Dispersos | 24                              |
| Extremis      | 12                              |
| RockCampers   | 6                               |
| Uep!!         | 1                               |
| Beatleillas   | 1                               |

### Vegades que es van quedar a una resposta de guanyar el pot
1. Los Lobos: 14 + 2 programa especial
2. Los Dispersos: 10 + 1 programa especial
3. RockCampers: 9 + 1 programa especial
4. Extremis: 6 + 2 ajuda de famosos
5. Uep!!: 3
6. Boda Boom: 1
7. Beatleillas: 1